# Караман-бей
Карама́н-бей (тур. Karaman Bey; умер в 1261/1263) — основатель бейлика Караманидов (Караманогуллары) в Анатолии и правившей в нём одноимённой династии. Бейлик Караманогуллары был самым могущественным из всех бейликов и дольше всех сопротивлялся османской экспансии. Именем Карамана ныне называется весь регион (Карамания), а также город, бывший некоторое время столицей бейлика.

## Происхождение и биография
Согласно всем источникам: Караман-наме, поздним летописям, надписям на строениях, а также документам в архивах — отцом Караман-бея, основателя династии, был суфийский шейх Нуре Софи, сын Ходжи Сада аль-Дина (Садеддина). Али Языджиоглу, автор «Огуз-наме» (1423), писал, что они были выходцами из племени афшар, которые эмигрировали из Аррана в Сивас из-за монгольского нашествия в 1230 году. Ш. Текиндаг выдвинул предположение, что Караманиды происходили из племени салур. Также существовали версии, что предки Караманидов были из племени баяндур. Османские и мамлюкские источники называли только эти три возможных варианта происхождения из тюрок-огузов. Согласно Астарабади и Ахмеду Шикари (автору "Караман-наме"), женой Нуре-Софи и матерью Карамана-бея была сестра Джафара, отца Эретны-бея. Таким образом, основатели двух бейликов, Караман-бей и Эретна-бей, были двоюродными братьями.
Ахмед Шикари, утверждал, что Нуре Софи интересовали религиозные и философские проблемы, а не государственных дела, он был последователем Баба Ильяса; оставив управление своим княжеством своему сыну Караману, он вёл жизнь затворника. Караманиды (ещё не носившие этого названия) участвовали в восстании Баба Исхака, а затем перебрались на запад в горы Тавр, недалеко от города Ларинда, где поступили на службу к сельджукам. В середине XIII-го века Караман-бей обосновался в горах Киликии. Устойчивая легенда утверждает, что Караманиды получили эти земли от сельджукского султана Кейкубада I.
Согласно же Ибн Биби Караман начинал простым углекопом в горах Центрального Тавра, а его отец, Нуре Софи, был дровосеком. Ежедневно Караман продавал в Эрменеке уголь, зарабатывая на жизнь семье. Однако это приносило всё меньший и меньший доход, поэтому Караман решил заняться разбоем, что и осуществил в 1256 году. Караману удавалось ускользнуть от войск, посланных на его поимку, что поразило Кылыч-Арслана IV, и султан дал Караману титул эмира и взял на службу.
Поражение, нанесённое монголами сельджукам в октябре 1256 года и обострившееся противостояние между братьями Кылыч Арсланом IV и Кейкавусом II, позволила племенам в приграничных районах жить практически независимо. Караман-бей помогал Кейкавусу, но Кылыч Арслана поддержали как монголы, так и Перванэ Сулейман Муин ад-дин, являвшийся де-факто правителем. Несмотря на все усилия Перванэ, он не смог справиться с Караман-беем, поэтому около 1260 года был вынужден отдать ему Ларинду и Эрменек, чтобы достигнуть мира. Никифор Григора писал об этом так: «Карман Алисурий получил большую часть Фригии, также земли, простирающиеся от самой Антиохии, находящейся при реке Меандре, до Филадельфии и соседних с нею мест». Бунсуза, брата Караман-бея, Перван назначил эмиром джандаром (главой телохранителей). Сила Карамана возросла за счёт объединения с турецкими кланами, которые жили в горных районах Киликии. Караман-бей расширил свои территории, захватив крепости в Эрменеке, Муте, Эрегли, Гюльнаре и Силифке. Некоторые источники относят эти завоевания к 1225 году, ко времени правления Ала-ад-Дина Кайкубада I (1220—1237), но это вызывает сомнения и представляется чрезмерно ранним, более реален 1256 год. Караман-бей в основном увеличивал территорию за счёт Киликийской Армении (и, возможно, за счёт Кылыч Арслана IV). Как писал о нём Смбат Спарапет: «появился некий Хараман из рода кочующих племён исмаильтян, и присоединились к нему многие из его племени, и потребовал он, чтобы величали его султаном. Он сделался настолько сильным, что румский султан Рукн-ед-дин не осмеливался возражать ему».
Мир между сельджуками и караманидами длился недолго. В 1261 году, под предлогом поддержки Кейкавуса II, бежавшего в Константинополь из-за интриг первана Сулеймана, Караман-бей и его два брата, Зайн (Зейнел) и Бунсуз, напали с 20 000 армией на Конью. Объединённая сельджукская и монгольская армия, возглавляемая перваном, победила армию Караманидов, Зайн и Бунсуз были захвачены в плен. Ещё одно поражение Караман понёс через год. Согласно «Летописи» Смбата Спарапета, в битве между Караманом и армянским королём Хетумом в крепости «Маниян» «Хараман был ранен копьями и стрелами. Он позорно бежал с поля битвы и, спустя несколько дней нечестивый сдох от этих ран. В этом же бою погибли брат этого неверного, по имени Понсуз, и его зять». Шикари утверждал, что Караман-бей был похоронен рядом с Эрменеком. Согласно надписи на мавзолее в деревне Балкусан, он был построен Бедреддином Махмуд-беем, и в нём похоронены Караман и Махмуд.
Кылыч-Арслан IV, услышав о смерти Караман-бея, заключил в тюрьму его брата Бунсуза, правившего в Конье как эмир джандар. Маленькие сыновья Карамана были захвачены в плен в замке Гевеле, недалеко от Коньи. После смерти Кылыч Арслана в 1265 году Перван выпустил сыновей Караман-бея, опасаясь рейда Мехмеда, оставив только одного из них, Али-бея, заложником в Кайсери. Всего известно о шести сыновьях Карамана: Караманоглу Мехмет-бей, Гюнери-бей, Бедреддин Махмуд-бей (его иногда считают сыном Мехмета-бея), Али, Тану, Закария. Два последних, Тану и Закария, погибли в 1278 году, попав вместе с Мехмет-беем в ловушку. Они оказались в руках сельджуков, были казнены в Конье, их головы были отрезаны и выставлены на обозрение.
Преемником Карамана стал его сын Караманоглу Мехмет-бей.